# Паролизе (Авелино)
Паролизе (итал. Parolise) је насеље у Италији у округу Авелино, региону Кампанија.
Према процени из 2011. у насељу је живело 538 становника. Насеље се налази на надморској висини од 547 м.

## Становништво
Према резултатима пописа становништва 2011. у општини је живело 686 становника.
| 1931. | 1936. | 1951. | 1961. | 1971. | 1981. | 1991. | 2001. | 2011. |
| ----- | ----- | ----- | ----- | ----- | ----- | ----- | ----- | ----- |
| 798   | 823   | 835   | 735   | 623   | 620   | 648   | 653   | 686   |